# شیلی (قزاقستان)
شیلی (به قزاقی: Shili) یک منطقهٔ مسکونی در قزاقستان است که در شهرستان نائویرزیم واقع شده‌است. شیلی ۶۹۷ نفر جمعیت دارد.